# Замок Кройцштайн (Нижня Австрія)
Замок Кройцштайн (нім. Burg Kreuzenstein) — стародавній замок, розташований в Австрії, на пагорбі (266 м р. м.) понад ярмарковою громадою Леобендорф поміж містами Корнойбурґр і Штоккерау округу Корнойбург землі Нижня Австрія за декілька кілометрів на північ від Відня. Приблизно на протилежному березі Дунаю розташований замок Ґрафенштайн.

## Історія

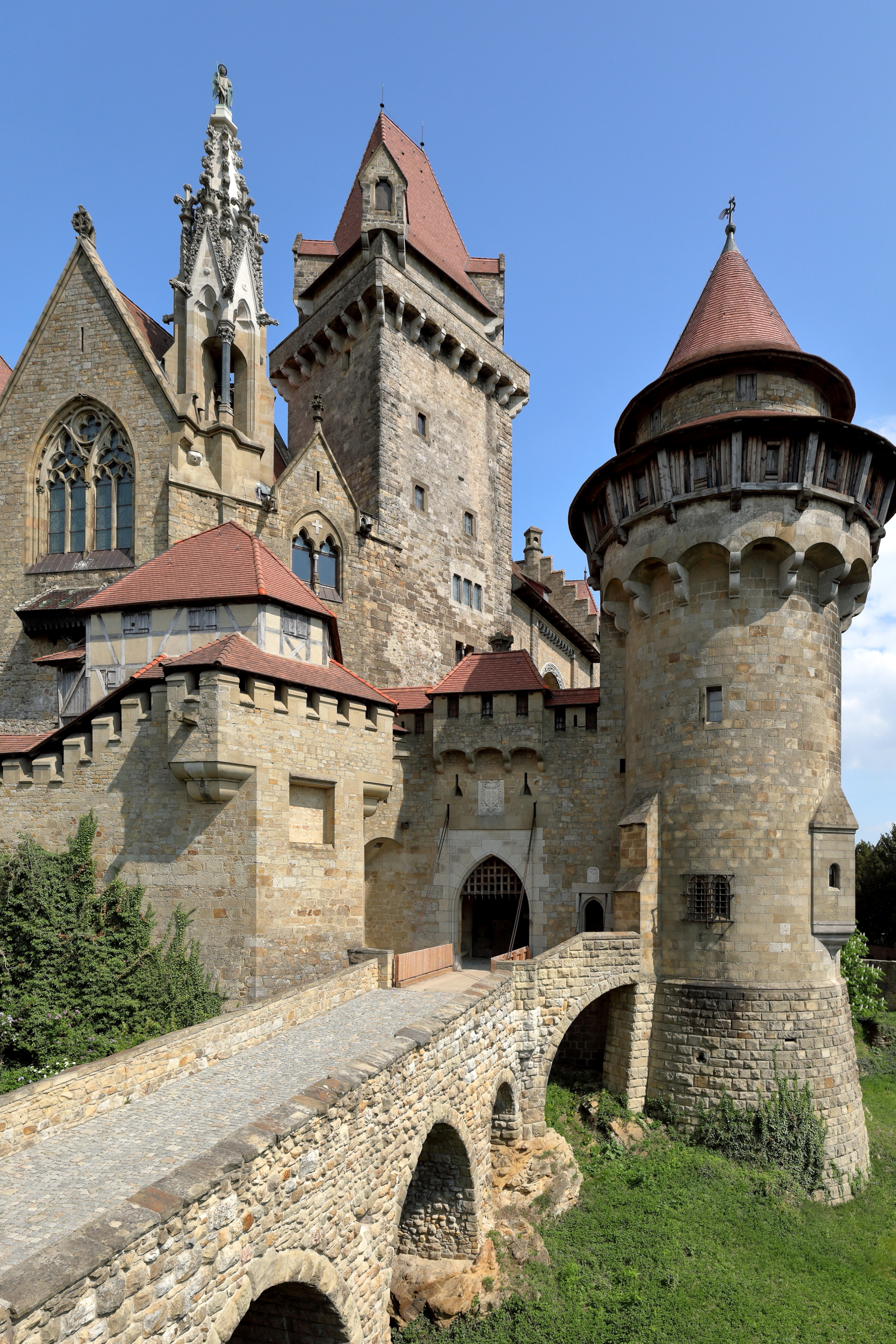
Брама замку

Замок заклали у XII столітті володарі графства Форнбах. Як придане перейшов до графів Вассерберг, а після загибелі Пржемисла Отакара II — до Габсбургів (1278). Затриманого діяча Реформації Бальтазара Губмайера у липні 1527 року перевезли до замку для допитів і спалили згодом у Відні. У час Тридцятирічної війни був захоплений шведами фельдмаршала Леннарта Торстенссона й при їхньому відході в 1645 році, підірваний у 3-4 місцях. 

У XVIII сторіччі руїни замку купив граф Вільчек, який здобув немалі статки з продажу сілезького вугілля. Йоган Непомук Вільчек з 1874 року розпочав відбудову замку, який багато в чому (вигляді, плані) не відповідав старому замку. Архітектором будівництва був Карл Ґанґольф Кайзер († 1895), який перебудовував замки Гардеґґ, Ліхтенштейн, Штернберг. Під каплицею влаштували родинний склеп, де поховали Йогана. 

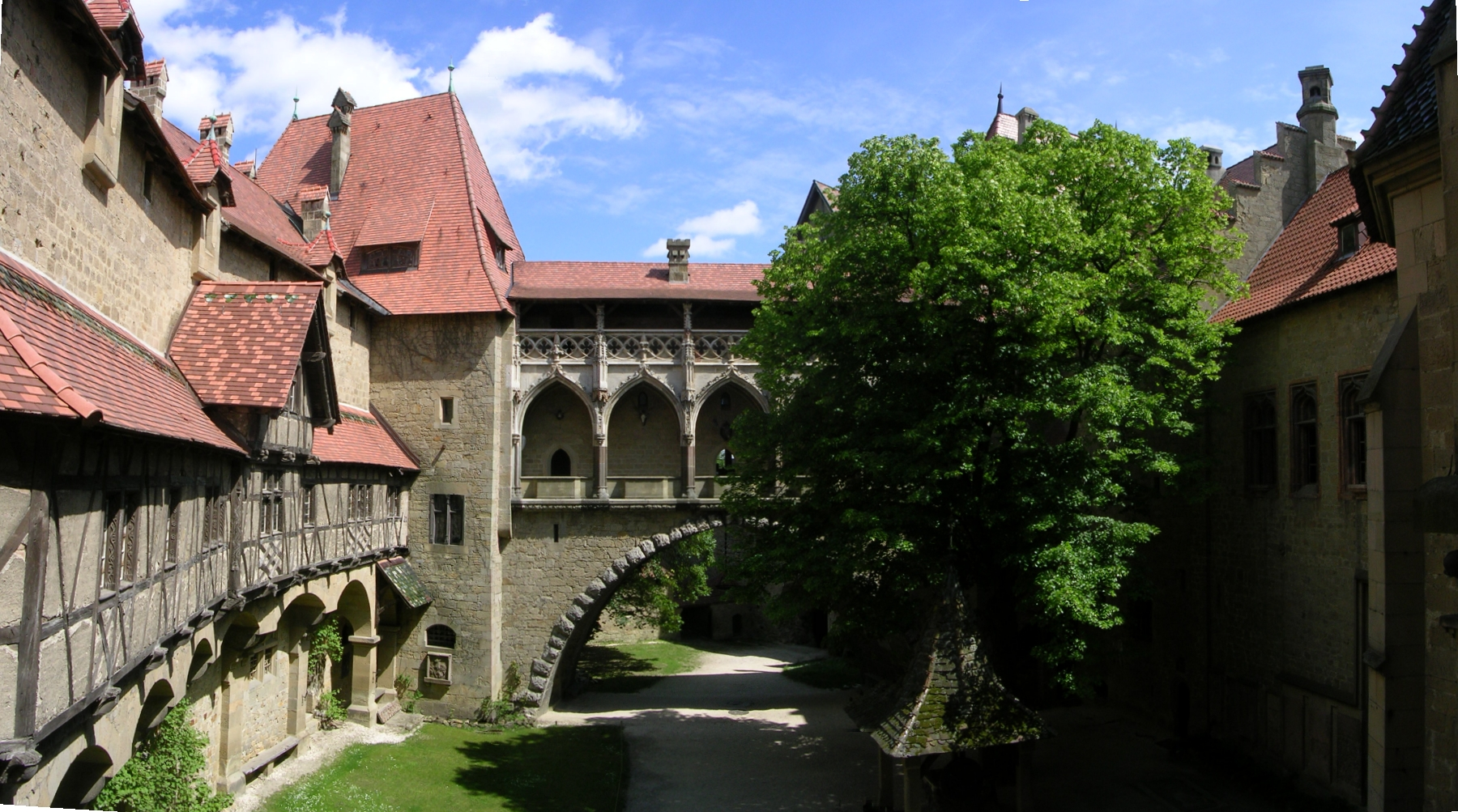
Панорама двору

До 1906 року замок оздоблювали фресками, декором, колекціями зброї, меблів, речей доби Середньовіччя, привезених Вільчеком з усієї Європи. Після 30 років перебудови 6 червня 1906 замок відкрили у присутності цісаря Вільгельма II. Бібліотека, а також частково архів згоріли у 1915 році внаслідок попадання блискавки. Замок був пошкоджений і пограбований в 1945 році Червоною Армією.
Зараз Кройцштайн популярний туристичний об'єкт поблизу Відня. З червня 2013 року замок є резиденцією кавалерів ордену Святого Лазаря.